# Figueroa (nissaga de músics)
La nissaga Figueroa és una família d'origen porto-riqueny destacada en el món musical, coneguda per les seves contribucions tant en la música clàssica com en la popular. Les seves generacions inclouen músics virtuosos, directors d'orquestra, compositors i intèrprets que han deixat un llegat significatiu en la història cultural de Puerto Rico. Aquesta nissaga és un símbol de tradició i qualitat artística.

## 1ª. generació
- José Sanabia Crespo (pare de Carmen Sanabia)
- Inocencia Von Ellinger (mare de Carmen Snabia)

## 2ª. generació
- Jesús Figueroa Iriarte[1] - Aguadilla 17 d'abril de 1878; San Juan de Puerto Rico, 11 d'abril de 1971 - clarinet, flauta, contrabaix, compositor i director de orquestra. És considerat el patriarca de la família.[3]
- Carmen Sanabia Von Ellinger[1] - Aguadilla 1881; San Juan, 1954 - pianista
- Augusto Sanabia Von Ellinger - Aguadilla 1897; San Juan, 1979- violinista

## 3ª. generació
- José "Pepito" Figueroa Sanabia[1] - San Sebastián, (Puerto Rico) 1905; San Juan, 1998- violinista
- Leonor Figueroa Sanabia[1] - San Juan, 1908; San Juan, 1945- pianista
- Narciso Figueroa Sanabia[1] - Aguadilla, 1906-piano y compositor[4]
- Jaime "Kachiro" Figueroa Sanabia[1] - Río Piedras 15 de febrer de 1910 - idem. 12 de gener de 2003 - violinista
- Carmelina Figueroa Sanabia[1] -Río Piedras, 1911; San Juan, 1994 - pianista
- Angelina Figueroa Sanabia[1] - Río Piedras, 1914; San Juan, 1993- pianista
- Guillermo Figueroa Sanabia[1]- Río Piedras, 3 de febrer de 1916; San Juan, agost de 2001 - violinista, viola, director de orquestra i compositor
- Rafael Figueroa Sanabia[1] - Río Piedras, 1 de juny de 1917 - 3 d'agost de 2011 - violoncel·lista i pianista

## 4ª generació
- Guillermo Figueroa Hernández -violinista -director d'orquestra
- Ivonne Figueroa Hernández -piano
- Narciso Figueroa González -violín
- Rafael Figueroa González -violoncello

## 5ª. generació
- Rubén del Rosario Figueroa - piano